# 비리디벨루스 풀켈룸
비리디벨루스 풀켈룸(Viridivellus pulchellum)은 꼬리이끼목에 속하는 이끼의 일종이다. 비리디벨루스과(Viridivelleraceae)와 비리디벨루스속(Viridivellus)의 유일종이다. 1976년 스톤(Stone, Ilma Grace)이 처음 기재했다.